# Horace Billings Packer
Horace Billings Packer (* 11. Oktober 1851 in Wellsboro, Pennsylvania; † 13. April 1940 ebenda) war ein US-amerikanischer Politiker. Zwischen 1897 und 1901 vertrat er den Bundesstaat Pennsylvania im US-Repräsentantenhaus.

## Werdegang
Horace Packer besuchte die öffentlichen Schulen seiner Heimat sowie die Wellsboro Academy. Danach absolvierte er die Alfred University im Staat New York. Nach einem Jurastudium und seiner 1873 erfolgten Zulassung als Rechtsanwalt begann er in Wellsboro in diesem Beruf zu arbeiten. Außerdem stieg er in das Immobiliengeschäft ein. Gleichzeitig schlug er als Mitglied der Republikanischen Partei eine politische Laufbahn ein. Von 1875 bis 1879 war er Bezirksstaatsanwalt im Tioga County. Zwischen 1884 und 1888 saß er als Abgeordneter im Repräsentantenhaus von Pennsylvania; von 1888 bis 1892 gehörte er dem Staatssenat an. In seiner Heimatgemeinde war er über viele Jahre Mitglied des Gemeinderates. In den Jahren 1893 und 1894 leitete er die regionalen Parteitage der Republikaner in Pennsylvania.
Bei den Kongresswahlen des Jahres 1896 wurde Packer im 16. Wahlbezirk von Pennsylvania in das US-Repräsentantenhaus in Washington, D.C. gewählt, wo er am 4. März 1897 die Nachfolge von Fred Churchill Leonard antrat. Nach einer Wiederwahl konnte er bis zum 3. März 1901 zwei Legislaturperioden im Kongress absolvieren. In diese Zeit fiel der Spanisch-Amerikanische Krieg von 1898. Im Jahr 1900 verzichtete er auf eine weitere Kandidatur.
Nach dem Ende seiner Zeit im US-Repräsentantenhaus praktizierte Horace Packer wieder als Anwalt. Außerdem war er im Immobiliengeschäft, im Bankgewerbe und in der Holzbranche tätig. Im Juni 1924 nahm er als Delegierter an der Republican National Convention in Cleveland teil, auf der Präsident Calvin Coolidge zur Wiederwahl nominiert wurde. Er starb am 13. April 1940 in Wellsboro, wo er auch beigesetzt wurde.